# لوريني سكافاريا
لوريني سكافاريا (بالإنجليزية: Lorene Scafaria) هي كاتبة مسرحية ومغنية وكاتِبة وكاتبة سيناريو ومخرجة وممثلة أمريكية، ولدت في 1 مايو 1978 في الولايات المتحدة.

## أعمال

### أفلام
- (2013) كوهيرانس[4]

### مسلسلات
- الفتاة الجديدة

## وصلات خارجية
- لوريني سكافاريا على موقع IMDb (الإنجليزية)
- لوريني سكافاريا على موقع ميتاكريتيك (الإنجليزية)
- لوريني سكافاريا على موقع روتن توميتوز (الإنجليزية)
- لوريني سكافاريا على موقع قاعدة بيانات الأفلام العربية
- لوريني سكافاريا على موقع ألو سيني (الفرنسية)
- لوريني سكافاريا على موقع تيرنر كلاسيك موفيز (الإنجليزية)
- لوريني سكافاريا على موقع أول موفي (الإنجليزية)
- لوريني سكافاريا على موقع بوكس أوفيس موجو (الإنجليزية)
- لوريني سكافاريا على موقع قاعدة بيانات الأفلام السويدية (السويدية)
- لوريني سكافاريا على موقع قاعدة بيانات الفيلم (الإنجليزية)